# Tsurugi
Das Tsurugi oder Ken (jap. 剣) bezeichnet im Japanischen gerade Schwerter mit einer symmetrischen, zweischneidigen Klinge und zentrierter Spitze. Die Gegenstücke bilden Tachi und Katana – einschneidige Klingen. Das Wort tsurugi – つるぎ ist die japanische Kun-Lesung und ken – けん die sinojapanische On-Lesung des Kanji-Zeichens – 剣, chinesisch Jian – 劍 ausgesprochen.
Dem Tsurugi bzw. Ken ähnlich war das Tsurugi-tachi – 剣太刀, ein gerades Schwert, bei dem nur eine Klingenseite durchgehend geschärft war. Die andere (Rücken-)Seite war nur im vorderen Teil nahe der Spitze zu einer zweiten Schneide ausgearbeitet.
Schwerter dieser Art waren in Japan von der Mitte des 7. Jahrhunderts bis zum 9. Jahrhundert gebräuchlich. Ab dem 9. Jahrhundert setzte die Entwicklung zum gekrümmten Tachi ein, aus welchem später das Katana hervorging.